# Loup House

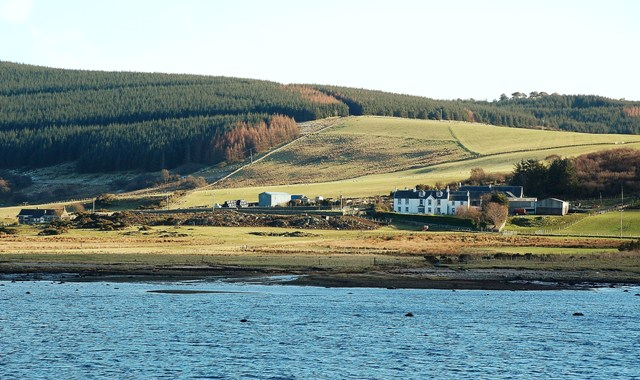
Loup House

Loup House ist ein Landhaus nördlich des Dorfes Clachan auf der Halbinsel Kintyre in der schottischen Council Area Argyll and Bute. Auf dem Anwesen wohnten einst die Clanchefs der MacAlister. Der Clanchef nennt sich heute noch MacAlister of Loup. Sir William Mackinnon, 1. Baronet, kaufte das Anwesen 1867.

## Burg
Eine befestigte Wohnstatt oder eine Burg existierte früher auf dem Gelände, aber man weiß nicht, wann dieses Gebäude erbaut wurde.